# Erste Bank Eishockey Liga 2015/2016
Sezóna 2015/2016 je 86. sezónou Rakouské hokejové ligy. 

## Herní systém
V základní části se hrálo čtyřkolově každý s každým (celkem 44 kol). Po základní části se pokračovalo nadstavbovou částí, kde se týmy rozdělily do dvou skupin. Ve skupině A hrálo 6 nejlepších týmů a ve skupině B zbylých 6 týmů. Body se do nadstavbových skupin nepřenášely, týmy pouze dostaly bonusové body za umístění v první fázi. Celá skupina A a dva nejlepší týmy ze skupiny B postoupily do playoff, které se hrálo na 4 vítězné zápasy. Čtvrtfinálové dvojice nebyly pevně dány, ale vítěz nadstavbové skupiny A si mohl vybrat z týmů na 5. až 8. místě, druhý tým volil ze zbylých týmů atd.
Bodovalo se stejně jako v NHL - za vítězství obdržel vítěz 2 body, za porážku v prodloužení nebo na nájezdy 1 bod, za prohru v základním čase pak 0 bodů.

## Základní část

### První fáze
| Vysvětlivka                                              |
| -------------------------------------------------------- |
| Nejlepších šest týmů postoupilo do nadstavbové skupiny A |
| Zbylých šest týmů hrálo v nadstavbové skupině B          |

| Poř. | Tým                       | Z  | V  | VP | VN | P  | PP | PN | VG  | IG  | +/- | B  |
| ---- | ------------------------- | -- | -- | -- | -- | -- | -- | -- | --- | --- | --- | -- |
| 1.   | EC Red Bull Salzburg      | 44 | 26 | 4  | 1  | 10 | 2  | 1  | 168 | 112 | +56 | 91 |
| 2.   | EHC Black Wings Linz      | 44 | 23 | 4  | 2  | 11 | 2  | 2  | 137 | 107 | +30 | 85 |
| 3.   | Orli Znojmo               | 44 | 22 | 1  | 3  | 15 | 3  | 0  | 157 | 116 | +41 | 77 |
| 4.   | Vienna Capitals           | 44 | 20 | 5  | 1  | 16 | 2  | 0  | 125 | 102 | +23 | 74 |
| 5.   | HC Bolzano                | 44 | 20 | 2  | 2  | 15 | 3  | 2  | 120 | 111 | +9  | 73 |
| 6.   | EC Dornbirn               | 44 | 21 | 1  | 1  | 15 | 4  | 2  | 126 | 108 | +18 | 73 |
| 7.   | VSV EC                    | 44 | 21 | 1  | 1  | 16 | 2  | 3  | 120 | 106 | +14 | 72 |
| 8.   | EC KAC                    | 44 | 18 | 4  | 0  | 16 | 2  | 4  | 139 | 142 | -3  | 68 |
| 9.   | Alba Volán Székesfehérvár | 44 | 14 | 3  | 3  | 20 | 4  | 0  | 105 | 123 | -18 | 58 |
| 10.  | EC Graz 99ers             | 44 | 14 | 2  | 2  | 22 | 4  | 0  | 94  | 123 | -29 | 54 |
| 11.  | HC Innsbruck              | 44 | 11 | 2  | 0  | 26 | 3  | 2  | 98  | 152 | -54 | 42 |
| 12.  | HDD Olimpija Ljubljana    | 44 | 4  | 3  | 2  | 32 | 1  | 2  | 85  | 172 | -87 | 25 |

### Druhá fáze
| Vysvětlivka                             |
| --------------------------------------- |
| Tým postupující do čtvrtfinále play off |

Výsledky z první fáze se do nadstavby nezapočítávaly, týmy si pouze odnesly bonusové body za umístění v první fázi (uvedeny v závorkách).

#### Skupina A
| Poř. | Tým                  | Z  | V | VP | VN | P | PP | PN | VG | IG | +/- | B      |
| ---- | -------------------- | -- | - | -- | -- | - | -- | -- | -- | -- | --- | ------ |
| 1.   | EC Red Bull Salzburg | 10 | 4 | 1  | 0  | 5 | 0  | 0  | 40 | 35 | +5  | 20 (6) |
| 2.   | Orli Znojmo          | 10 | 5 | 0  | 0  | 2 | 1  | 2  | 33 | 36 | -3  | 20 (2) |
| 3.   | Vienna Capitals      | 10 | 5 | 0  | 0  | 4 | 0  | 1  | 30 | 30 | ±0  | 17 (1) |
| 4.   | HC Bolzano           | 10 | 4 | 1  | 1  | 4 | 0  | 0  | 38 | 32 | +6  | 16 (0) |
| 5.   | EHC Black Wings Linz | 10 | 3 | 0  | 1  | 5 | 1  | 0  | 32 | 35 | -3  | 16 (4) |
| 6.   | EC Dornbirn          | 10 | 2 | 2  | 1  | 3 | 2  | 0  | 32 | 37 | -5  | 14 (0) |

#### Skupina B
| Poř. | Tým                       | Z  | V | VP | VN | P | PP | PN | VG | IG | +/- | B      |
| ---- | ------------------------- | -- | - | -- | -- | - | -- | -- | -- | -- | --- | ------ |
| 7.   | VSV EC                    | 10 | 8 | 0  | 0  | 0 | 2  | 0  | 34 | 15 | +19 | 32 (6) |
| 8.   | EC KAC                    | 10 | 6 | 1  | 0  | 3 | 0  | 0  | 43 | 32 | +11 | 24 (4) |
| 9.   | HC Innsbruck              | 10 | 5 | 0  | 1  | 4 | 0  | 0  | 29 | 24 | +5  | 17 (0) |
| 10.  | Alba Volán Székesfehérvár | 10 | 3 | 1  | 0  | 5 | 0  | 1  | 31 | 31 | ±0  | 14 (2) |
| 11.  | EC Graz 99ers             | 10 | 3 | 0  | 1  | 5 | 1  | 0  | 22 | 31 | -9  | 13 (1) |
| 12.  | HDD Olimpija Ljubljana    | 10 | 0 | 1  | 0  | 8 | 0  | 1  | 14 | 40 | -26 | 3 (0)  |

## Play off

### Čtvrtfinále
- EC Red Bull Salzburg - EC KAC 4:3 na zápasy (4:1, 3:2, 3:6, 2:4, 3:4 PP, 3:2, 5:2)
- Orli Znojmo - EC Dornbirn 4:2 na zápasy (1:3, 0:5, 3:1, 3:2 PP, 5:2, 5:2)
- Vienna Capitals - VSV EC 1:4 na zápasy (2:3, 1:4, 2:1 PP, 2:3 PP, 2:3 PP)
- HC Bolzano - EHC Black Wings Linz 2:4 na zápasy (3:5, 3:4, 5:4 PP, 3:2, 4:6, 2:3 PP)

### Semifinále
- EC Red Bull Salzburg - VSV EC 4:2 na zápasy (2:1 PP, 0:2, 3:4, 2:1 PP, 2:1, 2:1)
- Orli Znojmo - EHC Black Wings Linz 4:2 na zápasy (3:4, 3:0, 3:2, 5:7, 4:2, 5:2)

### Finále
| 1. dubna  | EC Red Bull Salzburg | Orli Znojmo          | 4 : 2 | (0:0, 2:0, 2:2) | Archivováno 6. 4. 2016 na Wayback Machine.  |
| 3. dubna  | Orli Znojmo          | EC Red Bull Salzburg | 5 : 3 | (1:2, 1:1, 3:0) | Archivováno 14. 4. 2016 na Wayback Machine. |
| 5. dubna  | EC Red Bull Salzburg | Orli Znojmo          | 3 : 7 | (0:2, 1:1, 2:4) | Archivováno 16. 4. 2016 na Wayback Machine. |
| 8. dubna  | Orli Znojmo          | EC Red Bull Salzburg | 2 : 6 | (0:2, 1:3, 1:1) | Archivováno 17. 4. 2016 na Wayback Machine. |
| 10. dubna | EC Red Bull Salzburg | Orli Znojmo          | 4 : 2 | (2:1, 1:0, 1:1) | Archivováno 20. 4. 2016 na Wayback Machine. |
| 12. dubna | Orli Znojmo          | EC Red Bull Salzburg | 3 : 4 | (2:1, 1:2, 0:1) | Archivováno 21. 4. 2016 na Wayback Machine. |

Mistrem se stal tým EC Red Bull Salzburg, když zvítězil 4:2 na zápasy.